# (8186) 1992 WP3
(8186) 1992 WP3 là một tiểu hành tinh vành đai chính. Nó được phát hiện bởi Atsushi Sugie ở Dynic Astronomical Observatory Nhật Bản, ngày 17 tháng 11 năm 1992.